# Brusnica
Brusnica é um município da Eslováquia, situado no distrito de Stropkov, na região de Prešov. Tem 14,28 km² de área e sua população em 2018 foi estimada em 392 habitantes.

## Demografia
| Ano:        | 1994 | 2004    | 2014   | 2024    |
| ----------- | ---- | ------- | ------ | ------- |
| Broj ljudi: | 324  | 408     | 412    | 293     |
| Razlika:    |      | +25,92% | +0,98% | -28,88% |

| Ano:               | 2023 | 2024   |
| ------------------ | ---- | ------ |
| Número de pessoas: | 297  | 293    |
| Diferença:         |      | -1,34% |